# Mark Slade
Mark Slade (1966/1967) é um engenheiro britânico que já exerceu cargos em várias equipes de Fórmula 1.

## Carreira
Slade se formou em engenharia mecânica pela Universidade Heriot-Watt e a partir de 1989 passou a trabalhar como engenheiro de design na Reynard Racing Cars e mais tarde na Ralt Racing, antes de ingressar na McLaren em 1991. Slade assumiu um cargo na McLaren em 1994 como engenheiro assistente de corrida para o piloto de Fórmula 1 Martin Brundle.
Slade se tornou engenheiro de corrida de Mika Häkkinen em 1998 e ajudou o piloto finlandês a conquistar dois campeonatos mundiais e permaneceu na McLaren até 2009, trabalhando para Kimi Räikkönen, Fernando Alonso e Heikki Kovalainen como engenheiro de corrida. Em 2010, Slade mudou-se para a Renault para trabalhar como engenheiro de corrida de  Vitaly Petrov e em 2011 mudou-se para a Mercedes como engenheiro de corrida de Michael Schumacher. De 2012 a 2013, trabalhou na Lotus F1 Team como engenheiro de corrida de Räikkönen e de 2014 a 2015, trabalhou como engenheiro de corrida de Pastor Maldonado. Slade assumiu como engenheiro-chefe da Renault em 2016, após o qual trabalhou com Nico Hülkenberg de 2017 a 2019 e Esteban Ocon como engenheiro de corrida em 2020.
Em setembro de 2022, ele passou a trabalhar como engenheiro de competição de Kevin Magnussen na equipe Haas F1 Team. Ele deixou sua função na equipe Haas no final de 2024.